# اوتوی هربرت
اوتوی هربرت (انگلیسی: Otway Herbert; ۱۹ نوامبر ۱۹۰۱ – ۴ آوریل ۱۹۸۴) فرد نظامی اهل بریتانیا بود. وی همچنین برندهٔ جوایزی همچون نشان امپراتوری بریتانیا و نشان حمام شده‌است.